# 伍浩
伍浩（1971年11月—），四川省泸州市人，中华人民共和国政治人物。

## 生平
1971年11月，伍浩出生在四川省泸州市。1993年7月，伍浩从电子科技大学毕业，成为北京有线电厂的一名技术员。
1996年3月，伍浩成为电子工业部通信与系统装备司的一名干部。1997年11月，伍浩调入国家计划委员会机电轻纺司出任干部，次年8月兼任国家计划委员会、国家发展和改革委员会高技术产业发展司、高技术产业司主任科员、助理调研员、副处长、处长。2012年8月，伍浩晋升国家发展和改革委员会高技术产业司副司长，2018年2月转任巡视员，同年9月升任司长。2020年6月起兼任国家发展和改革委员会副秘书长，2023年2月升任秘书长。
2025年1月，转任中国科学院科技创新发展中心主任、党委副书记。